# Skivsjö kapell
Skivsjö kapell är ett kapell som tillhör Skivsjöbygdens kapellstiftelse och är öppet för alla kristna samfund. Kapellet ligger i byn Skivsjö i Vindelns kommun.

## Kyrkobyggnaden
Kapellet uppfördes 1943 efter ritningar av arkitekt Sven Sandström. Kapellet är byggt av trä och består av ett rektangulärt långhus med nord-sydlig orientering. Ytterväggarna är klädda med stående träpanel och taket är belagt med tegel.
Kyrkorummet har trägolv och fast bänkinredning. Det platta innertaket är klätt med vita skivor.
Altartavlan är gjord av Evert Larsson som även har färgsatt interiören.
Öster om kapellet finns en fristående klockstapel med spåntäckt huv.